# Luoyang
Luoyang (chinesisch 洛陽市 / 洛阳市, Pinyin Luòyáng Shì) ist eine bezirksfreie Stadt in der chinesischen Provinz Henan. Sie ist eine der vier großen alten Hauptstädte Chinas, die unter mehreren Dynastien die Hauptstadtfunktion ausübte. Heute hat sie sich zu einer wichtigen Industriestadt entwickelt. Sie liegt etwa 110 Kilometer westlich der Provinzhauptstadt Zhengzhou am Südlichen Luo He. Das Verwaltungsgebiet der Stadt hat eine Fläche von 15.230 km² und hatte 2020 knapp über 7 Millionen Einwohner (Stand: Zensus 2020). In dem eigentlichen städtischen Siedlungsgebiet von Luoyang leben 1.892.500 Menschen (Stand: Ende 2018).

## Administrative Gliederung
Auf Kreisebene setzt sich Luoyang aus sieben Stadtbezirken und sieben Kreisen zusammen. Diese sind (Stand: Ende 2018):
- Stadtbezirk Xigong (西工区), 56 km², 367.500 Einwohner, Zentrum, Sitz der Stadtregierung;
- Stadtbezirk Laocheng (老城区 – „Altstadt“), 57 km², 197.800 Einwohner;
- Stadtbezirk Chanhe der Hui (瀍河回族区 – „Muslim-Viertel“), 42 km², 194.300 Einwohner;
- Stadtbezirk Jianxi (涧西区), 89 km², 699.300 Einwohner;
- Stadtbezirk Luolong (洛龙区), 491 km², 719.600 Einwohner;
- Stadtbezirk Yanshi (偃师区), 669 km², 572.900 Einwohner.
- Stadtbezirk Mengjin (孟津区), 759 km², 431.500 Einwohner,
- Kreis Xin’an (新安县), 1.160 km², 490.200 Einwohner,
- Kreis Luanchuan (栾川县), 2.477 km², 351.400 Einwohner,
- Kreis Song (嵩县), 3.006 km², 521.400 Einwohner,
- Kreis Ruyang (汝阳县), 1.333 km², 428.900 Einwohner,
- Kreis Yiyang (宜阳县), 1.649 km², 616.900 Einwohner,
- Kreis Luoning (洛宁县), 2.306 km², 435.700 Einwohner,
- Kreis Yichuan (伊川县), 1.059 km², 790.300 Einwohner

## Geschichte

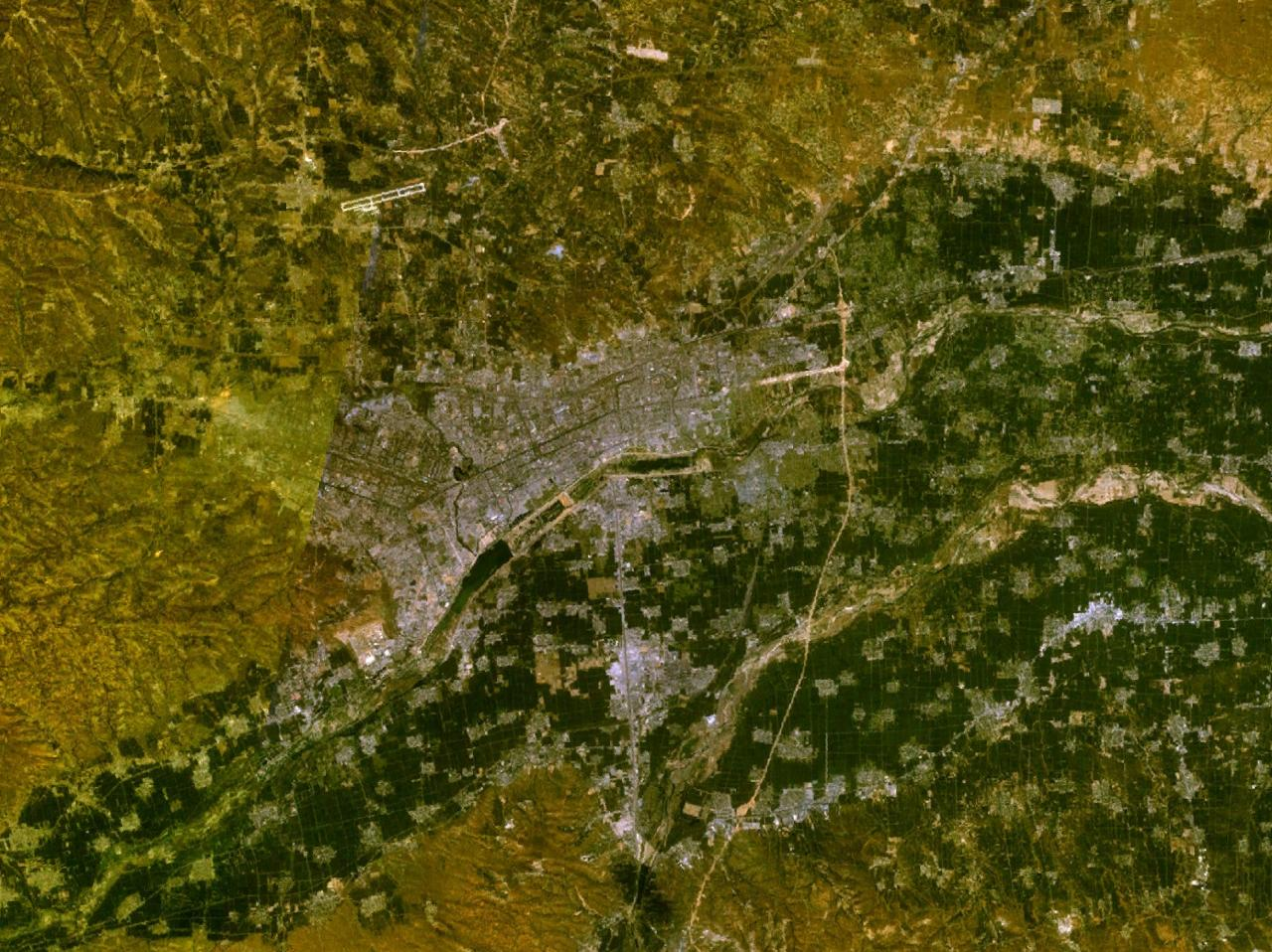
Satellitenfoto von Luoyang

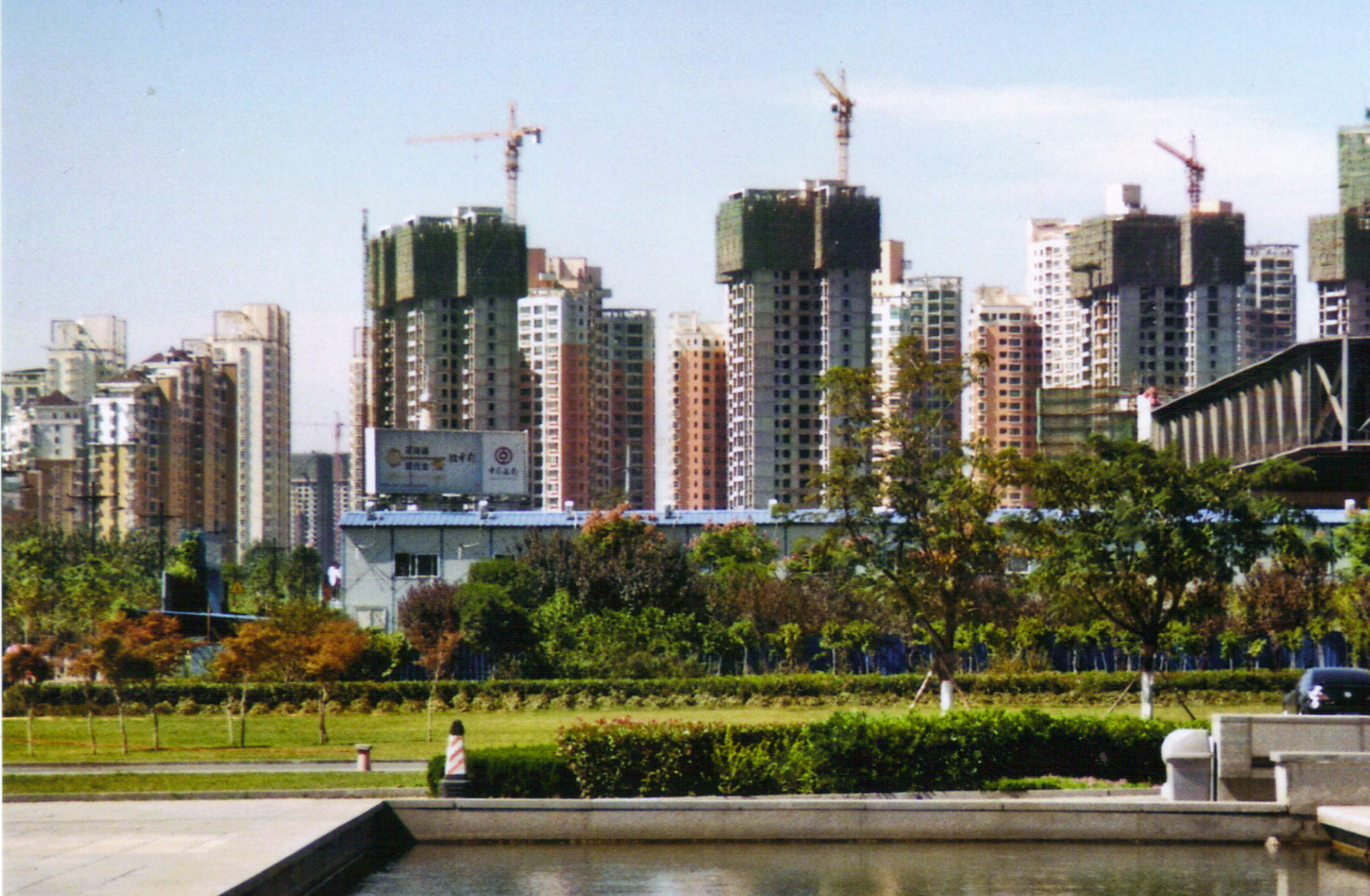
Das moderne Luoyang

Luoyang liegt in der zentralen Ebene Chinas, die schon während der Jungsteinzeit (vor etwa 7000 Jahren) dicht besiedelt war. Dies zeigen Funde, welche im Zuge von Bewässerungsarbeiten in den 1950er Jahren gefunden wurden.
Die Stadt wurde ursprünglich von Zhougong (周公) im 11. Jahrhundert v. Chr. errichtet und hieß damals Chengzhou (成周). Man sagt, dass Konfuzius in Luoyang studierte und Laozi ebenfalls hier arbeitete.
Um 770 v. Chr. wurde die Stadt zur Hauptstadt der Zhou-Dynastie. Im Jahr 510 v. Chr. wurde sie in einem Bürgerkrieg zerstört, im Jahr darauf auf Anordnung des Königs jedoch wieder aufgebaut.
Im Jahr 25 n. Chr. wurde Luoyang Hauptstadt der Han-Dynastie. Später hatten auch die Wei-Dynastie und die Jin-Dynastie ihr Zentrum in Luoyang. Während sieben Jahrhunderten war Luoyang das Zentrum Chinas. Im Jahr 68 wurde in Luoyang der erste buddhistische Tempel Chinas gegründet. Diesen Tempel kann man heute noch finden, jedoch größtenteils in der Architektur des 16. Jahrhunderts.
Die Stadt verfügte auch über eine große kaiserliche Schule, an der 30.000 Studenten lernten. Ebenso wurde in Luoyang durch Cai Lun das Papier erfunden und auch der Astronom Zhang Hen war in Luoyang tätig. Nach dem Fall der Han-Dynastie schrieb Zuo Si das Gedicht Die drei Hauptstädte, das bis heute bekannt ist.
Im Jahr 190 wurde Luoyang im Rahmen der internen Machtkämpfe der späten Han-Dynastie von Dong Zhuo niedergebrannt. 311 wurde die Stadt von den Xiongnu unter Liu Cong erobert und geplündert, worüber in einem erhaltenen Brief ein sogdischer Händler namens Nanai-Vandak berichtet.
„Herr, der letzte Kaiser floh, wie sie sagen aus Saragh (Luoyang) vor der Hungersnot. Seine befestigte Residenz und die feste Stadt wurden dem Feuer übergeben. Die Residenz brannte nieder, und die Stadt wurde zerstört. Seither ist Saragh nicht mehr, und Ngapa ist nicht mehr. Weiterhin wurde der Kaiser zum Gefangenen gemacht und in die Gefangenschaft der Hunnen (Xiongnu) geführt.“
Im Jahr 493 verlegte die Nördliche Wei-Dynastie ihre Hauptstadt von Datong nach Luoyang. Gleichzeitig begann man die Longmen-Höhlen zu graben. Dort hat man mehr als 30.000 buddhistische Bilder aus der Wei-Zeit gefunden. In jener Zeit soll Luoyang eine Bevölkerung von einer halben Million Einwohnern gehabt haben. Sie stieg zu einem der wichtigsten Handelszentren in Asien auf. Aber schon 534 gaben die Wei-Kaiser Luoyang auf und zwangen die Bewohner, mit ihnen nach Ye zu ziehen; die Stadt zerfiel.
Die Sui-Dynastie wählte wiederum Luoyang als Hauptstadt ihres Reiches. Die Stadt wurde in kürzester Zeit neu erbaut und zählte dann angeblich mindestens 500.000 Einwohner. Im Jahr 1971 hat man einen Getreidespeicher gefunden, der 250.000 Tonnen Getreide vor Feuchtigkeit und Ungeziefer schützen konnte.
Die Tang-Dynastie verlegte ihre Hauptstadt nach Chang’an, dem heutigen Xi’an. Damit begann der Abstieg zu einer normalen chinesischen Stadt, der sich mit dem Untergang der Tang noch verstärkte.

## Wirtschaft und Verkehr
China Molybdenum, einer der größten Rohstoffproduzenten weltweit, hat dort seinen Hauptsitz. Luoyang ist eine Industriestadt mit Branchen wie Maschinenbau, Baumaterialien, Petrochemie, Metallurgie und Leichtindustrie. Bekannte Unternehmen sind die Erste Traktorenfabrik, Luoyang Floatglas (Börse Hongkong: 1108), Dayang Motorrad, HJD04 programmierbare Vermittlungsstelle, Baima Baumwollgarn und Mudan Kupfermaterial.
Die Longhai-Bahn verbindet Luoyang mit Lanzhou und Lianyungang. Seit 2021 verfügt Luoyang mit der Luoyang Subway über eine U-Bahn.

## Sehenswürdigkeiten

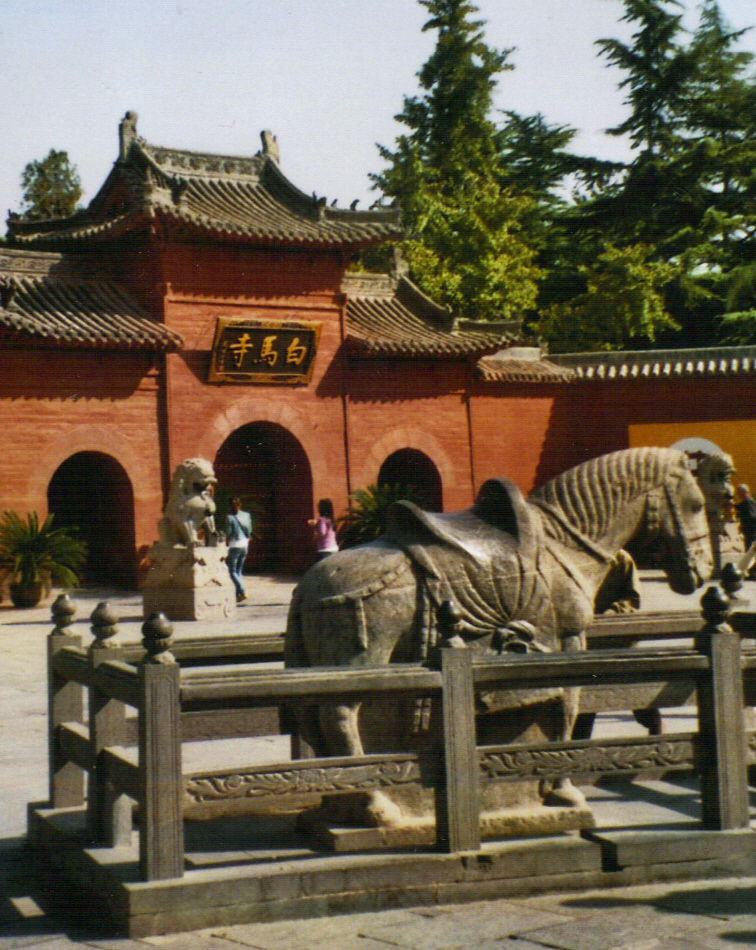
Eingang zum Tempel des Weißen Pferdes

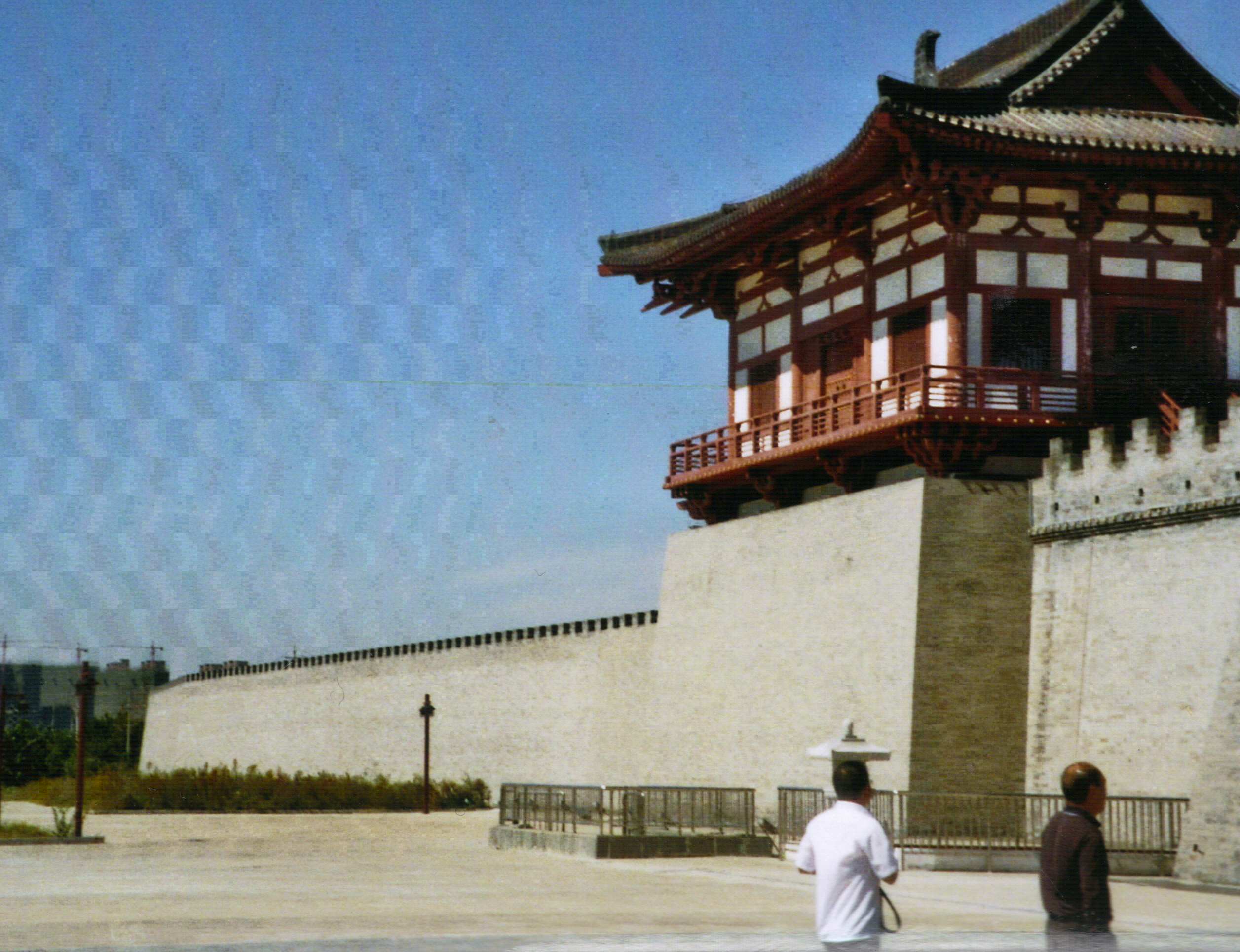
Das neu errichtete Dingding-Tor mit einem Stück rekonstruierter Stadtmauer

Die Stadt Luoyang selbst ist eine Industriestadt, deren verbliebene Teile der Altstadt aber gerade restauriert werden. Sehenswert ist das monumentale, neu errichtete Stadtmuseum, in dem zahlreiche Funde aus verschiedenen Epochen ausgestellt werden.
Das Dingdingmen ist ein altes Stadttor, das um die Jahrtausendwende samt einem Teilstück der ehemaligen Stadtmauer äußerlich als Museumshalle um die historischen Fundamente herum rekonstruiert wurde. Es wurde von der UNESCO zusammen mit den etwas außerhalb gelegenen archäologischen Stätten des Hanguguan-Passes und der Ruinen der Hauptstadt der Han und der Wei als Teil des Welterbes „Seidenstraße“ anerkannt.
Die Longmen-Grotte, übersetzt Drachentorgrotte, befindet sich am Yi-Fluss, und ist 13 Kilometer südlich von der alten Hauptstadt Luoyang gelegen. Die Grotte ist eine der vier berühmtesten buddhistischen Grotten Chinas, die anderen drei sind die Mogao-Grotte in Dunhuang, die Yungang-Grotte in Datong und die Dazu-Grotte in Chongqing. Die Grotte liegt im Tale des Yiflusses zwischen Duftberg (Xiangshan) und Drachentorberg (Longmenshan). Die Bauarbeiten der Grotte begannen in der Nördlichen Wei-Dynastie und dauerten ca. 400 Jahre. Es gibt hier insgesamt 2345 Nischen, über 100.000 Buddhastatuen und mehr als 2800 Inschriften. Die größte Statue ist der 17,14 Meter hohe Buddha Vairocana, die kleinste Mikrogravur-Buddhafigur ist nur 2 Zentimeter hoch. Die Grotten wurden im Jahr 2000 in die Welterbeliste der UNESCO aufgenommen.
Daneben gibt es Guanlin, ein Ensemble aus Tempeln, die zu Ehren eines Helden aus der Zeit der Drei Reiche, Guan Yu, erbaut wurden.
Eine wichtige Sehenswürdigkeit stellt der Tempel des weißen Pferdes dar. Er wurde im Jahr 68 n. Chr. errichtet und in der Ming- und Qing-Dynastie erneuert, wie auch in den Jahren 1950 und 1973. Der Tempelkomplex ist der älteste Buddhistische Tempel Chinas. Er ist dem weißen Pferd gewidmet, welches zwei indische Mönche und die buddhistischen Schriften nach China trug. Die Mönche sind namentlich bekannt als Matanga und Gobharana und folgten einer Einladung des Kaisers Mingdi (Östliche Han-Dynastie) in die damalige Hauptstadt Luoyang.
Eine in der Welt wohl einmalige Attraktion ist das Gräber-Museum. Entlang langer unterirdisch angelegter Gänge wurden in der Umgebung von Luoyang gefundene Gräber wieder aufgebaut. Man gewinnt so eine eindrucksvolle Übersicht über die Grabkultur Chinas im Laufe mehrerer Dynastien.

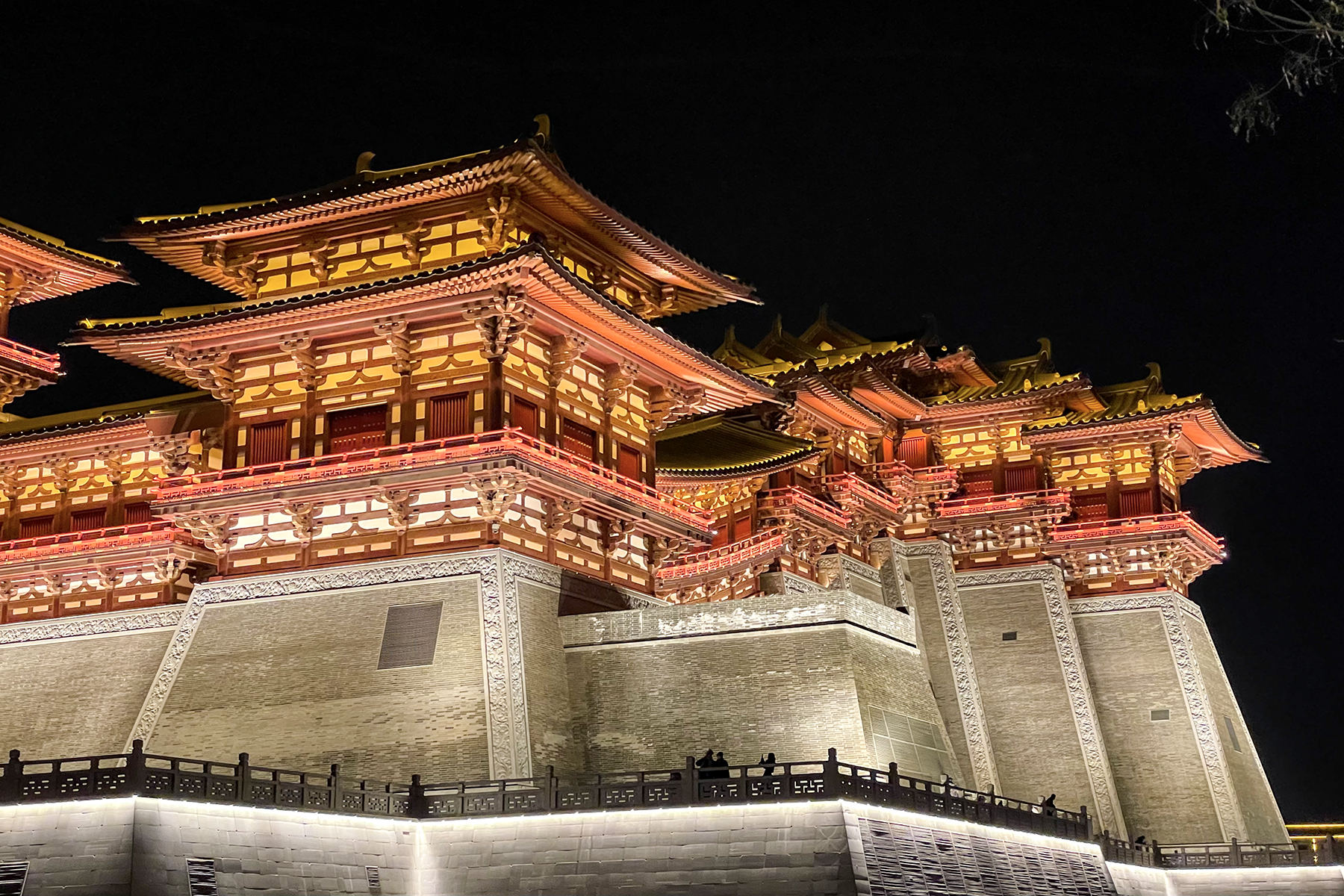
Ying tian men

## Kultur
Das offizielle Symbol Luoyangs ist die Pfingstrose, die seit jeher hier kultiviert wurde und Nationalblume Chinas ist. Zum Gedenken an diese Tradition findet hier das jährliche Pfingstrosenfest vom ersten April bis zehnten Mai statt. Zahlreiche Parks in Luoyang bieten in dieser Zeit Gartenschauen zu diesem Thema an, wie zum Beispiel der Luoyanger Pfingstrosenpark, der Botanische Garten oder der Wangshengpark.
Der Asteroid (239200) 2006 MD13 ist nach Luoyang benannt.
In Luoyang wird vorwiegend der Luoyang-Dialekt gesprochen. Er unterscheidet sich in der Betonung stark vom Standard-Mandarin, obwohl er auch aus dem Zhongyuan-Mandarin hervorgeht.
Eine kulinarische Besonderheit stellt die Tradition des Wasser-Banketts dar.

## Städtepartnerschaften
- Okayama, Japan, seit 1981
- Tours, Frankreich, seit 1982
- Sukagawa, Japan, seit 1993
- Plowdiw, Bulgarien, seit 1994
- La Crosse, Vereinigte Staaten, seit 1997
- Togliatti, Russland, seit 2000
- Kashihara, Japan, seit 2006
- Alcalá de Henares, Spanien, seit 2010

## Söhne und Töchter der Stadt
- Jia Yi († 169 v. Chr.), Gelehrter und Dichter
- Yuan Shao (154–202), Kriegsherr
- Song Taizu (927–976), Kaiser von China, Begründer der Song-Dynastie
- Song Taizong (939–997), zweiter Kaiser der Song-Dynastie
- George Lindbeck (1923–2018), US-amerikanischer lutherischer Theologe und Professor an der Yale University
- Chen Dong (* 1978), Raumfahrer
- Xiu Xiu (* 1987), Moderne Fünfkämpferin
- Duan Jingli (* 1989), Ruderin
- Wang Shanshan (* 1990), Fußballspielerin
- Wang Jianan (* 1993), Fußballspieler